# Сент Андре
Сент Андре (фр. Saint-André, Réunion) град је у Француској, у департману Реинион.
По подацима из 1999. године број становника у месту је био 43.174.

## Демографија
| 1999.  | 2011.  |
| ------ | ------ |
| 43.174 | 55.090 |